# Toromys
Toromys (Iack-Ximenes, de Vivo & Percequillo, 2005) è un genere di roditori della famiglia degli Echimiidi.

## Descrizione

### Dimensioni
Al genere Toromys appartengono roditori di grandi dimensioni, con lunghezza della testa e del corpo tra 210 e 354 mm, la lunghezza della coda tra 180 e 361 mm e un peso fino a 315 g.

### Caratteristiche craniche e dentarie
Il cranio è lungo, stretto e presenta un rostro corto e sottile, le bolle timpaniche sono moderatamente rigonfie. Gli incisivi inferiori non sono particolarmente ricurvi, i denti masticatori hanno la corona bassa, quattro radici, due rientranze profonde su ogni lato ed hanno forma rettangolare, mentre le linee alveolari sono parallele.
Sono caratterizzati dalla seguente formula dentaria:

### Aspetto
La pelliccia è ruvida e spinosa, il colore generale del corpo varia dal rossastro o dorato al bruno-giallastro striato di nero. Le orecchie sono piccole, arrotondate e prive di peli. Le zampe anteriori sono piccole, i piedi sono corti e larghi. I palmi e le piante sono ricoperti di piccoli tubercoli tra grossi cuscinetti carnosi. La coda è lunga circa quanto la testa ed il corpo, è uniformemente scura, ricoperta di lunghi peli che nascondono parzialmente le scaglie sottostanti e termina generalmente con un piccolo ciuffo.

## Distribuzione
Sono roditori arboricoli diffusi nell'America meridionale.

## Tassonomia
Il genere comprende 3 specie, in passato incluse nel genere Echimys e successivamente Makalata.
- Toromys albiventris
- Toromys grandis
- Toromys rhipidurus